# Revue d'esthétique
La Revue d'esthétique (Revista de estética) es una antigua revista científica francesa de filosofía, consagrada sobre todo a la filosofía del arte y a la estética.

## Historia
Fundada por Charles Lalo, Étienne Souriau y Raymond Bayer, su primer número apareció en enero de 1948 en Presses universitaires de France. Con una periodicidad inicial trimestral (hasta 1958), posteriormente la revista sufrió vaivenes en su aparición y pasó por distintas editoriales:
- Librería filosófica J. Vrin (París), 1958-1964 ;
- S.P.D.G. (París), 1965-1967 ;
- Librería C. Klincksieck (París)1968-1973 ;
- Christian Bourgois (París) - Unión general de ediciones (París), coll. 10/18, 1974-1980 ;
- Ediciones Privat (Toulouse), 1981-1988 ;
- Jean-Michel Ubique (París), 1989-2004.[3]

En su comité de dirección, además de los fundadores, colaboraron Mikel Dufrenne,  Olivier Revault d'Allonnes, Jean Clair, Gilbert Lascault, Marc Le Bot, Dominique Noguez, René Passeron, Brigitte Du Plessis... 
En 1968, se asoció con la Sociedad Francesa de Estética (SFE), fundada por Víctor Basch. Al principio de la década de 1970, la revista obtuvo el apoyo del Centro Nacional para la Investigación Científica (CNRS). Mantuvo una aparición semestral y la mayoría de sus entregas comportaban una temática homogénea.
La Nouvelle revue d'esthétique, publicada desde 2008 en Presses universitaires de France, ha querido ocupar el espacio que en su día tuvo la Revue d'esthétique.